# 锡奥尔迪亚
锡奥尔迪亚（西班牙語：Ziordia）是西班牙纳瓦拉的一个市镇。总面积14平方公里，总人口381人（2001年），人口密度27人/平方公里。